# Rod Wallace
Pour les articles homonymes, voir Wallace.
Rod Wallace, né le 2 octobre 1969 à Lewisham (Angleterre), est un footballeur anglais, qui évoluait au poste d'attaquant à Leeds United et en équipe d'Angleterre B.  
Il est le frère de Danny Wallace et Ray Wallace.

## Carrière
- 1988-1991 : Southampton FC
- 1991-1998 : Leeds United
- 1998-2001 : Rangers FC
- 2001-2002 : Bolton Wanderers
- 2002-2004 : Gillingham

## Palmarès

### Avec Leeds United
- Vainqueur du Championnat d'Angleterre de football en 1992.
- Vainqueur du Community Shield en 1992.

### Avec les Glasgow Rangers
- Vainqueur du Championnat d'Écosse de football en 1999 et 2000.
- Vainqueur de la Coupe d'Écosse de football en 1999 et 2000.
- Vainqueur de la Coupe de la Ligue écossaise de football en 1999.